# Джонс, Энсон
Энсон Джонс (англ. Anson Jones; 20 января 1798, Грейт-Баррингтон, Массачусетс — 9 января 1858, Хьюстон, Техас) — техасский и американский политик, четвёртый (и последний) президент Техаса.

## Биография
Энсон Джонс родился 20 января 1798 года в Грейт-Баррингтоне (штат Массачусетс), в семье Соломона Джонс и Сары Джонс (урождённой Стронг).
Джонс получил медицинское образование и начал работать доктором в Бейнбридже — правда, без особого успеха. После этого у него продолжалась полоса неудач — открытие аптеки, не оправдавшее себя в финансовом отношении, а затем арест в Филадельфии по обвинению от кредитора. Некоторое время он преподавал в школе, а в 1824 году отправился на два года в Венесуэлу.
Возвратившись в Филадельфию, Джонс возобновил свою медицинскую практику, а в 1827 году получил степень доктора медицины (M.D.) в Джефферсонском медицинском колледже. Он также был масоном — досточтимым мастером масонской ложи «Гармония» № 52 и великим мастером Великой ложи Пенсильвании.
В октябре 1832 года Энсон Джонс забросил медицинскую практику и отправился коммивояжёром в Новый Орлеан, а в октябре 1833 года переехал в Техас и обосновался в Бразории, где продолжил свою практику, а через некоторое время включился в политическую жизнь.
В сентябре 1844 года Энсон Джонс был избран президентом Республики Техас, и он вступил в должность 9 декабря. Он оставался президентом до 19 февраля 1846 года, когда произошло присоединение Техаса к США. На прощальной церемонии Джонс объявил: «Республики Техас больше нет» (англ. The Republic of Texas is no more). Уйдя в отставку, он поселился на своей плантации в Баррингтоне, близ Вашингтона-на-Бразосе.
После того как Техас вошёл в состав США, Джонсу так и не удалось вернуться к политической деятельности. Он надеялся, что его изберут сенатором США от Техаса, но первыми сенаторами стали Томас Джефферсон Раск и Сэм Хьюстон. После смерти Раска в 1857 году Джонс опять надеялся, что его пошлют в Сенат, но его кандидатура не была поддержана в легислатуре Техаса. Будучи в подавленном состоянии, Джонс застрелился 9 января 1858 года в Хьюстоне.
Энсон Джонс похоронен на кладбище Гленвуд в Хьюстоне.

## Память

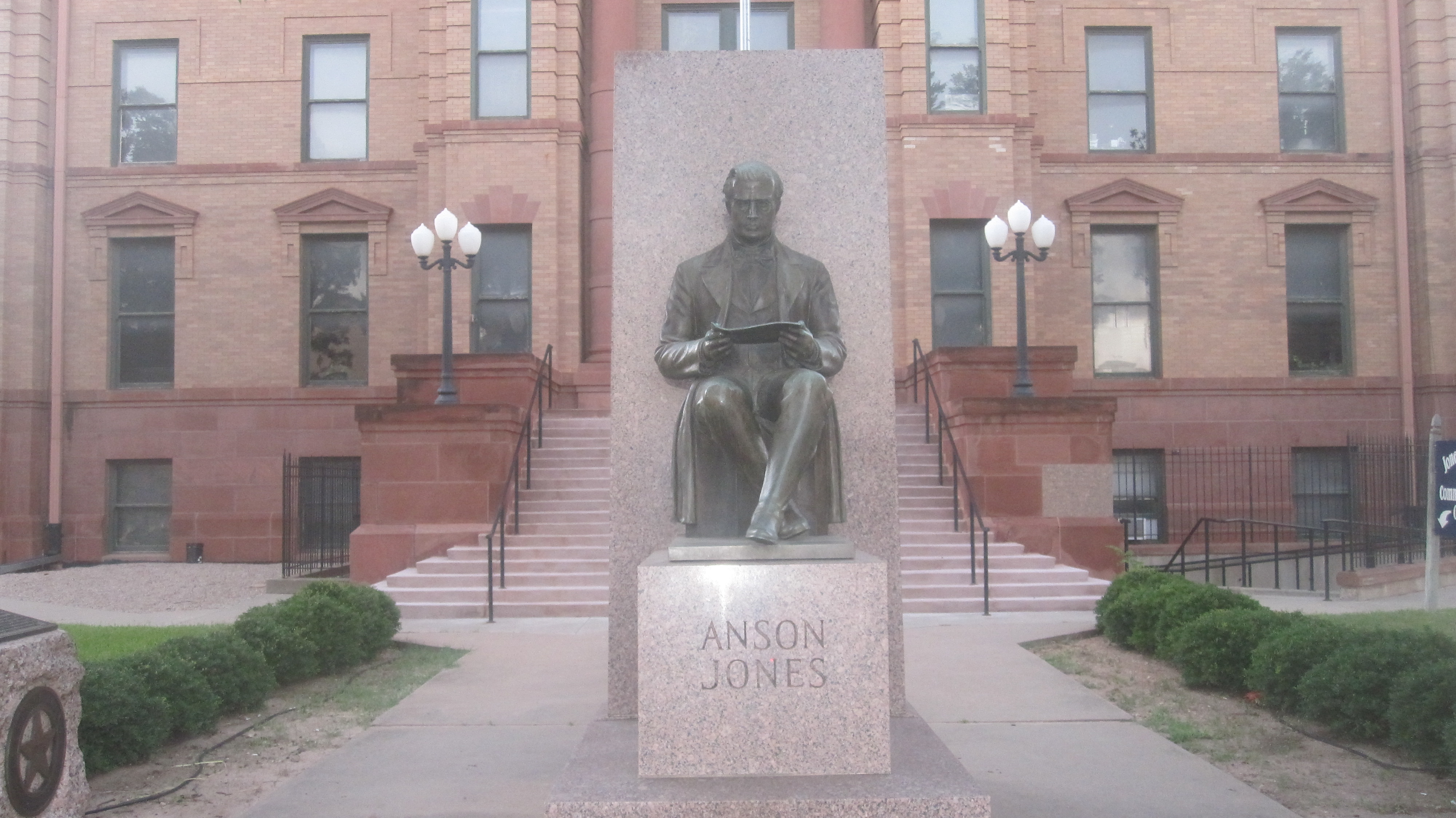
Памятник Энсону Джонсу у здания суда округа Джонс в городе Ансон

В честь Энсона Джонса назван округ Джонс, а также город Ансон, который является окружным центром округа Джонс.
У здания суда округа Джонс в городе Ансон установлен памятник Энсону Джонсу.